# Fernando Amado
Fernando Alberto da Silva Amado (Alcântara, Lisboa, 15 de junho de 1899 – São Domingos de Benfica, Lisboa, 23 de Dezembro de 1968), ou simplesmente Fernando Amado como era mais conhecido, foi um  actor, encenador, professor, dramaturgo ou director de grupos de teatro português.
Como tinha uma personalidade de múltiplas vocações, dedicou-se também à Filosofia Política, à Tradução e ao Desporto. Desta última podemos referir que, depois que assistiu aos Jogos Olímpicos de 1924, realizados em Paris, criou uma tabela olímpica, para classificar as marcas atléticas, “que se tornou internacionalmente conhecida e foi adoptada em vários países".
Era um homem conservador, monárquico e partidário do ‘integralismo lusitano, "o que não o impediu de conviver com as ideias mais progressistas e de cativar amizades e respeito nos mais diversos quadrantes políticos".
"Grande parte da sua obra (teatral) apresenta uma construção baseada numa cena rápida, concisa e brilhante, síntese de conflitos humanos e sociais profundos e reflexivamente sentidos. A sua visão do teatro, transposta em vários escritos teóricos e críticos da sua autoria, encontra-se reunida na obra À boca de cena, publicada em 1999".

## Biografia
A mãe, filha de um português e de uma brasileira, nasceu no Brasil mas veio nova para Portugal. O pai, lisboeta, morreu quando ele, o filho mais velho, tinha sete anos.
Licenciado em Ciências Histórico-Geográficas pela Faculdade de Letras de Lisboa.
Ainda jovem deixou-se seduzir pelo grupo de Orpheu, estabelecendo com Almada Negreiros uma amizade e uma cumplicidade que atravessa toda a sua vida e obra.
Iniciou, em 1946, a sua actividade teatral, estreando-se simultaneamente como encenador, ator e dramaturgo em "A caixa de Pandora" com a Casa da Comédia, um grupo de teatro formado no Centro Nacional de Cultura, instituição a cuja criação esteve ligado.
Mantendo uma regular produção de textos dramáticos e, em 1949, encenou no Teatro Estúdio do Salitre.
Lecionou Estética Teatral (de 1954 a 1967) e Arte de Representar (em 1958/59) no Conservatório Nacional de Lisboa, onde teve também a oportunidade de encenar vários espetáculos com os alunos.
Entre 1955 e 1962, dirigiu vários grupos de teatro universitário e de amadores, tais como o Teatro Universitário de Lisboa (1955-58), o grupo de teatro da paróquia de São João de Deus (1956-58), o grupo de teatro da Faculdade de Letras e o grupo de teatro da Academia de Amadores de Música (1960). Apresentou, com alguma regularidade, em 1960 e 1961, espetáculos no Centro Nacional de Cultura e na Fábrica de João Osório de Castro, em Mafra.
Em 1963, com o apoio de João Osório de Castro e um grupo de jovens atores amadores, fundou a Casa da Comédia, inaugurando também um novo espaço teatral revitalizado para o efeito: o Teatro de Bolso de Lisboa – Casa da Comédia. Dirigiu este grupo, encenando aí diversos espetáculos em 1964, retirando-se no ano seguinte por motivos de saúde.

## Obras
Deste modo, foi sob a égide do futurismo de Orpheu que escreveu o seu primeiro texto dramático, sendo depois autor de mais de três dezenas de peças de teatro. Até ao início dos anos 50 publicou vários textos sobre pintura, teatro e temas monárquicos na Revista de Portugal e na Variante.
Foi o primeiro director, entre 21 de Outubro de 1941 e 1946, do jornal Aléo – Boletim das Edições Gama, assinando artigos sobre várias matérias, entre as quais críticas a espetáculos de teatro (publicados sob o pseudónimo ‘Ariel’).
Com conteúdo político escreveu:
- «A 3.ª Posição», Lisboa, Edições GAMA, 1948.
- «Estrada Real», Lisboa, Edições GAMA, 1943.
- «Sinais de Campanha», Lisboa, Edições GAMA, 1947.
- «Para uma Política da Liberdade», in Cidade Nova, nº 3, Coimbra, 1950.
- «Para uma Política do Entendimento» II. Semana de Estudos Doutrinários”, in Cidade Nova, nº2 série 6, Coimbra, 1960.
- «Maurras e a Monarquia de Amanhã», in Cidade Nova, nº 2 série 3, Coimbra, 1953.

Para teatro escreveu, (por vezes sob o pseudónimo de Alberto Rui):
- O Homem Fatal
- O Pescador (1925)
- O Retrato de César
- «Teoria da Representação, itinerário», in Cidade Nova, nº5 série 4, Coimbra, 1956.
- «À boca de cena». Lisboa: & etc. (1999)
- «Peças de Teatro». Lisboa: Imprensa Nacional – Casa da Moeda (2000)
- E várias peças num acto, que designou por «debuxos teatrais». Destas peças, indicamos «A Caixa de Pandora», e «O Iconoclasta» ou o 'Pretendente Imaginário»; «O Casamento das Musas»; «D. Quixote e o Outro»; «A Máscara»; «Caiu Um Anjo»; «O Meu Amigo Barroso»; «Sua Excelência Não Atende Mais»; «Descobri Uma Estrela»; «O Pensador»; «O Ladrão»; «Música na Igreja»; «Novo Mundo»; «Véspera de Combate»; «O Livro»; «O Aldrabão» e a peça infantil «O Segredo do Polichinelo».[6]

A sua obra foi comentada em trabalhos como: Duarte Ivo Cruz, «Fernando Amado Homem de Teatro», (Guimarães, 1972); e Teresa Amado e Vítor Silva Tavares, «Peças de Teatro» (Lisboa, 2000).

## Dados genealógicos
Nasceu a 15 de junho e foi batizado a 3 de agosto de 1899, na freguesia de Alcântara, em Lisboa. Era Ilídio Alberto da Silva Amado, médico, natural de Lisboa (freguesia de São Nicolau), e Honorina Amélia de Magalhães Pereira de Morais, natural do Rio de Janeiro (freguesia do Sacramento). Era descendente do Visconde de Morais, José Júlio Pereira de Morais.
A 18 de abril de 1933, casou civilmente em Lisboa com Margarida Ribeiro Sotto Maior, então de 20 anos, doméstica, natural de Ponta Delgada (freguesia de São Sebastião), filha do oficial do Exército Abel Abreu Sotto Maior, natural de Angra do Heroísmo (freguesia da Sé), e de Regina Ribeiro Sotto Maior, proprietária, natural de Ponta Delgada (freguesia de São Pedro). Deste casamento nasceram sete filhos, sendo um deles o arquitecto Manuel António de Sotto-Mayor da Silva Amado mais conhecido por pintor Manuel Amado (1938-2019). Margarida Ribeiro Sotto Maior morreu na freguesia dos Prazeres, em Lisboa, a 16 de fevereiro de 1965.
Morreu na freguesia de São Domingos de Benfica, em Lisboa, a 23 de Dezembro de 1968.